# Rude boy

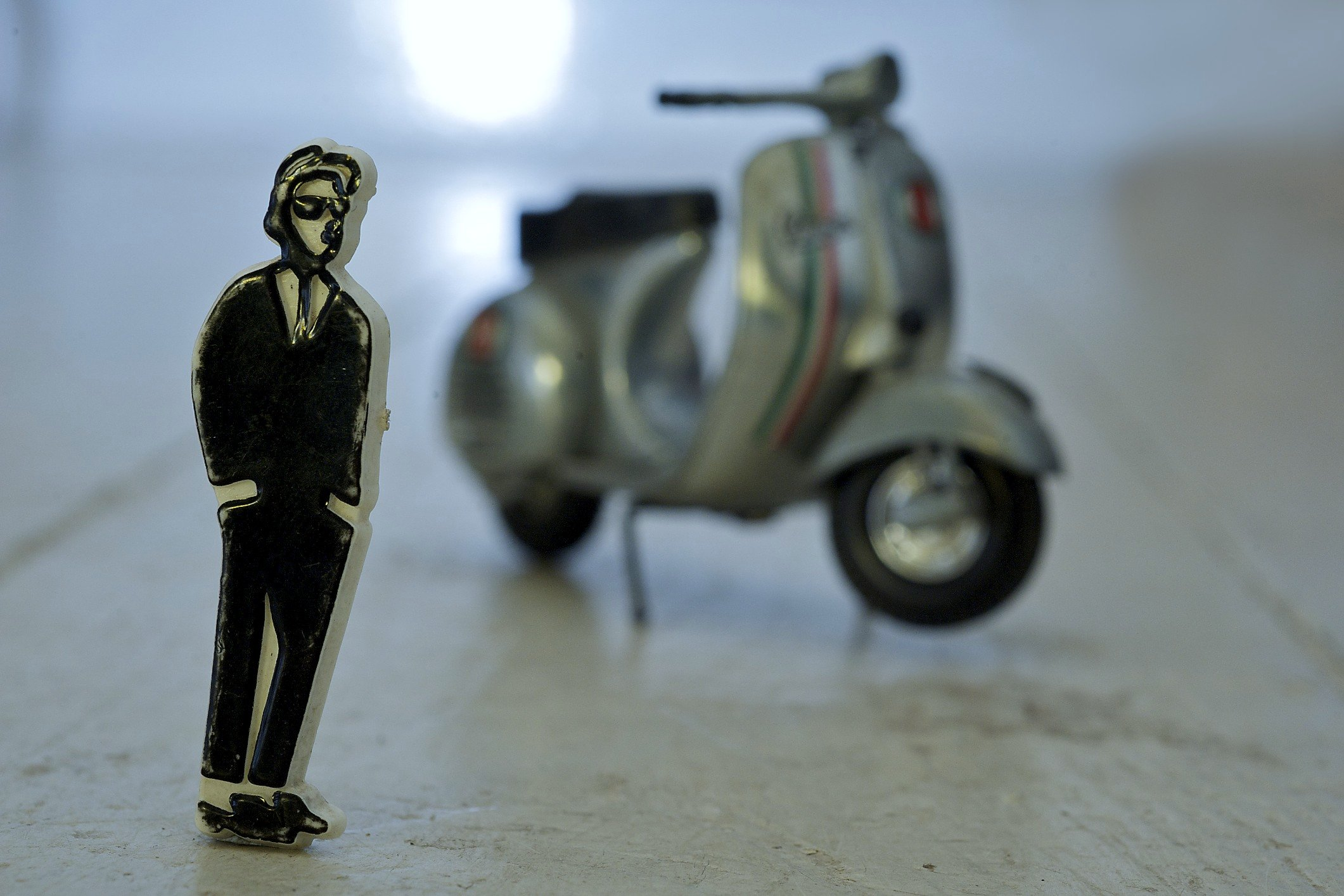
Rude Boy

Il rude boy (rude girl al femminile), o rudy, è una subcultura che si è sviluppata agli inizi degli anni sessanta in Giamaica. "rude boy" è un'espressione nata in seno allo slang giamaicano, letteralmente significa "ragazzo rude" (o "ragazzo grezzo", da intendersi anche come ragazzo di strada). Si trattava però di giovani che nella vita quotidiana vestivano sempre all'ultima moda. Il culto rude boy è per definizione sostenitore della tipica musica giamaicana, ovvero ska, rocksteady e reggae.

## Storia

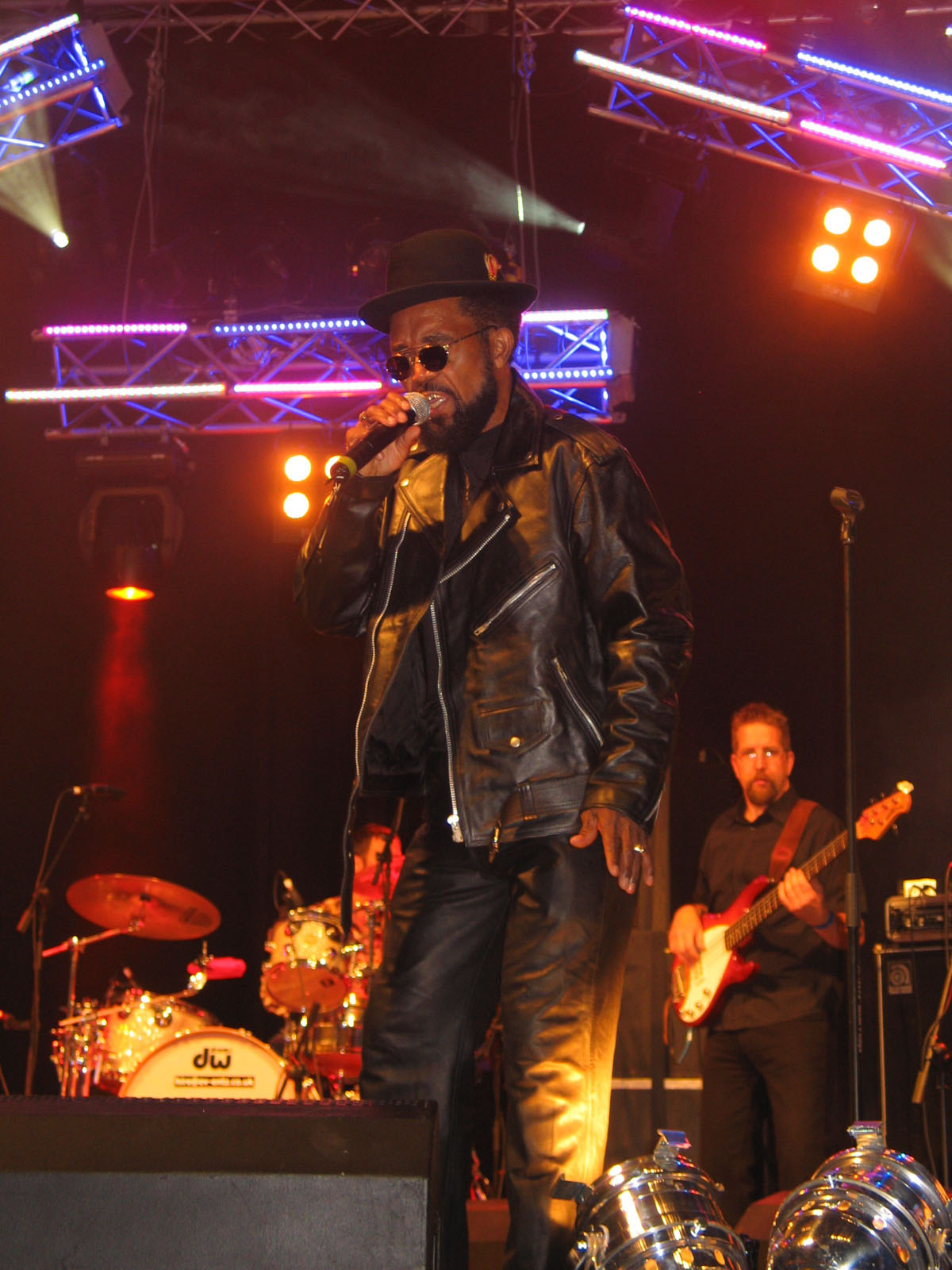
Prince Buster

Durante gli anni sessanta i ghetti giamaicani erano pieni di giovani disoccupati alla ricerca di un lavoro che non esisteva. Questa gioventù non condivideva l'ottimismo parte delle radici del primo ska. Questi giovani vennero poi conosciuti come "rude boy" e rappresentavano una diffusa sottocultura giovanile in Giamaica. Essere "rude" (rude, maleducato, duro, rozzo, grezzo) significava essere qualcuno quando la società diceva che non eri nessuno. Spesso erano proprio i rude boy che venivano mandati dai gestori dei sound system ad infastidire i rivali. Queste azioni spesso portavano alla violenza e alla formazione di gang rivali. L'abbigliamento di questa cultura era spesso composto da abiti in stile gangster statunitense, con elementi come giacca a tre bottoni, cappello pork pie, scarpe di pelle lucida, tutti indumenti che questi si procuravano grazie alle proprie attività di rapinatori, trafficanti di marijuana o altro.  Il modo in cui i rude boy ballavano lo ska era diverso dal ballo tradizionale: era più lento ed assumeva un atteggiamento minaccioso. I rude boy frequentavano i criminali e la malavita, al di fuori della legge, e questo aspetto era riflesso nei testi della musica. Lo ska mutò nuovamente, descrivendo il malcontento dei rude, ed assegnando al basso un ruolo più prominente, al contrario delle prime forme che prevedevano un basso più ritmato.
Molti che si spostarono a Kingston per ottenere successo nell'industria musicale, cambiarono poi occupazione diventando distributori di marijuana quando i soldi venivano a mancare. Molti di loro si dedicarono ad una vita criminale. Entrambe le parti politiche della Giamaica iniziarono ad assumere le forze armate ed organizzare squadre di sicari. L'opinione pubblica si disse contro le armi e i rude boy. Dopo un periodo durante il quale venne permesso di consegnare le armi alle autorità senza minacce di processo, passò una legge sulle armi, che prevedeva che chiunque alla ricerca di un'arma o munizioni illegalmente, sarebbe stato arrestato dalle forze dell'ordine per un periodo illimitato. Artisti e produttori spesso supportavano o difendevano i rude boy che supportavano la scena ska. L'incitamento contro le armi venne riflesso in alcuni brani di artisti di quel periodo come Soul Brothers con "Lawless Street", e The Heptones con "Gunmen coming to Town". Duke Reid, un ex poliziotto, pubblicò dei brani a favore dei rude boy come "Shuffling Down Bond Street Trojan", "TRLS275". Clement Dodd formò un gruppo di giovani che si riconobbero come rude boy, e che prenderanno il nome di The Wailers. Questi erano composti da Bob Marley, Peter Tosh, e Bunny Wailer. Prince Buster incise lo storico brano "Judge Dread" denunciando la violenza dei rudies, troppo spesso rivolta contro la stessa gente del ghetto, mentre Desmond Dekker pubblicò "007 Shanty Town" che risultò il documentario definitivo sui rude boy, raggiungendo la posizione n° 14 nel Regno Unito. L'argomento dei rude boy continuò durante il periodo dello ska e raggiunse il picco di popolarità quando, durante una calidissima estate del 1964, il ritmo ska venne rallentato e permise la nascita del rocksteady. Nel 1962, quando l'Inghilterra decise di frenare la politica di immigrazione illimitata del Commonwealth, emersero delle rivolte.
Nel 1962, quando la Giamaica ottenne l'indipendenza, la cultura del rude boy e la loro musica (ska e rocksteady) emigrarono e si spostarono in Inghilterra, soprattutto nei quartieri operai inglesi e nelle periferie, incontrando la subcultura dei mod appartenenti alle classi media e operaia. Le subculture del rude boy e del mod, frequentando entrambi gli stessi ambienti, cominciarono a mescolarsi dando origine all'hard mod, una versione del mod più estremizzata con molte influenze tramandate dai rude boy, sia nella cultura che nell'abbigliamento. Questo nuovo modello giovanile verrà poi riconosciuto successivamente come skinhead.